# Pierre Bunel (humaniste)
Pour les articles homonymes, voir Pierre Bunel et Bunel.
Pierre Bunel dit Petrus Bunellus ou Petrus Bunellus Tolosanus, (Toulouse, 1500- Turin, 1547) est un humaniste toulousain, considéré par ses contemporains comme un des plus grands latinistes, le nouveau Ciceron.
Il reste aujourd'hui connu pour sa correspondance avec les plus grands humanistes de son époque. 

## Biographie
Pierre Bunel est né à Toulouse en 1500. Il est peut-être le fils de Guillaume Bunel, médecin de l'évêque de Lavaur Georges de Selve.
Il étudie à Paris au collège de Coqueret. 
Revenu à Toulouse, il doit s'exiler à Padoue dès 1529, inquiété pour ses opinions religieuses.
Durant huit années d'exil en Italie (1529-1537), Pierre Bunel entretient une importante correspondance avec ses contemporains, notamment ceux qui sont restés à Toulouse. Il fréquente plusieurs Toulousains : Jacques de Bernuy, Arnaud du Ferrier, Jacques du Faur, Paul et Jean Daffis et Antoine de Paulo, qui tous deviendront parlementaires, à Toulouse ou Paris. Il rencontre aussi des étudiants de l'Université de Toulouse venus parfaire leurs connaissances juridiques : Milles Perrot, Michel de L'Hospital, Aimar de Rançonnet, Renaud Chandon, Georges Cognet. 
Il trouve un emploi auprès de l'ambassadeur de François Ier à Venise, Lazare de Baïf. Il y reste trois ans, étudiant le grec avec Baïf, puis l'hébreu. Il revient périodiquement à Padoue, où il retrouve ses compatriotes exilés.
Au printemps 1532, malgré le manque d'argent et de temps libre, Pierre Bunel réalise l'un de ses rêves, celui de tous les érudits installés en Italie du Nord : le voyage à Rome, pèlerinage humaniste sur les traces du monde antique. Les frais du voyage sont sans doute pris en charge par son ami Jacques de Bernuy, issu d'une riche famille de négociants en pastel toulousains et installé à Rome. 
En février 1534, Georges de Selve, nommé ambassadeur à Venise à la suite de Baïf, le prend à son service. Vers 1537, Pierre Bunel retourne longuement à Rome en compagnie de Selve. Comme du Bellay, Bunel est déçu par cette ville  qu'il trouve « corrompue ». Il avoue à un ami avoir même cessé de parler le latin qui ne le réjouit plus.
En 1538, Georges de Selve, évêque de Lavaur, retourne dans son évêché pour se mettre en accord avec ses convictions - il fustigeait les évêques pour qui l'évêché n'était que le tiltre et le revenu. Bunel le suit. Les poursuites pour sédition engagées neuf années plus tôt contre lui ont été levées : Pierre du Faur, frère de Jacques, maître de requêtes au Parlement de Paris, est intervenu en sa faveur auprès du roi. 
À la mort de Selve, le 12 avril 1541, Bunel est vivement attaqué par la famille de l'évêque. Il retourne à Toulouse. Pierre du Faur le prend à son service. Il devient précepteur de ses enfants, notamment de Guy. Au sein de la famille du Faur, il s'associe aux milieux humanistes « progressistes » de Toulouse. Après avoir été séduit par la Réforme protestante, il prône désormais une réforme de l'intérieur, au sein de l'Église catholique – ce qui lui vaut la haine de Théodore de Bèze et de Jean Calvin.
Il emmène les enfants du Faur en Italie, mais il n'achève pas le voyage. Il meurt à Turin d'une « fièvre chaude » en 1547.
Pierre Bunel, dans ses dernières années, était devenu une autorité morale et intellectuelle. On le comparait à Socrate. Les capitouls de Toulouse font ériger une statue en son honneur dans le Capitole.
Trente ans après sa mort, Montaigne lui adresse cet éloge : « Pierre Bunel, homme de grande réputation de savoir en son temps »…

## Œuvres
Pierre Bunel est avant tout apprécié de ses contemporains pour la qualité de son style, digne de Cicéron. Érasme a en effet relancé la querelle cicéronienne en 1528 et tout homme qui se veut cultivé se doit d'avoir un beau style cicéronien, à l'instar de Bunel, de Jean de Boyssonné, ou d'Étienne Dolet. À Padoue, les étudiants aspirent à écrire un latin pur et élégant — la correspondance se fait strictement en latin ; le français est considéré comme indigne. 
En 1551, Charles Estienne publie une première édition de la correspondance de Pierre Bunel: (la)P. Bunelli familiares aliquot epistolae in adolescentulorum Ciceronis studiosorum gratiam.